# Tayuan si
Tayuan si (Klasztor Pagód, chiń. 塔院寺; pinyin Tǎyuàn sì) – chiński klasztor buddyjski, położony na górze Wutai (五台山) w prowincji Shanxi (山西).

## Historia klasztoru
Klasztor ten położony jest bardzo blisko klasztoru Xiantong, gdyż pierwotnie teren, na którym został zbudowany, był częścią przeznaczoną na stupy klasztoru Xiantong. Stał się oddzielnym klasztorem w okresie dynastii Ming (1368–1644) w czasie panowania cesarza Wanli (萬曆, 1572–1620).
Klasztor ten jest słynny ze swojej Wielkiej Białej Pagody (chiń. Dabaita). Na północ od niej (czyli przylegając do południowej granicy Xiantong si) znajduje się sześciokątny budynek Biblioteki (chiń. Dacanjing ge), w którym przechowywanych jest ponad 20000 tomów świętych pism w językach chińskim, mongolskim i tybetańskim.

## Wielka Biała Pagoda
Pagoda została zaprojektowana w 1301 roku. Została wybudowana w okresie panowania Wanli w czasie dynastii Ming, o czym informuje kamienna stela. Napis skomponował minister rządowy Zhang Juzheng (1525–1582). Pagoda ma kształt butelki, który jest dość typowy dla tybetańskich dagob. Jej wysokość sięga 50 metrów. Została wybudowana z cegieł, które następnie pomalowano wapnem, co nadało jej biały kolor. Umieszczona jest na kwadratowej podstawie z archetypowym piedestałem góry Sumeru. Główna dolna część przypomina odwróconą miskę.
Pagoda ta jest zasadniczo stupą-relikwiarzem (chiń. shelita). Nad trzynastoma kondygnacjami pagody znajduje się baldachim, który wykonany jest z pozłacanej miedzi. Na brzegach baldachimu znajdują się 252 małe dzwonki, które dźwięczą w podmuchach wiatru.
Nie jest to jedyna pagoda klasztoru. Na zachodniej jego części znajduje się Wenshufa, w której, jak się uważa, znajduje się włos bodhisattwy Mańdziuśriego. Zwana jest także Małą Białą Pagodą (chiń. Xiaobaita).
Klasztor jest jednym ze 142 głównych klasztorów Chin.

## Obiekty
- Pagody
- Dzwon

## Adres klasztoru
- Tayuan Temple, Taihuai Town, Wutai County 035515, Chiny

## Galeria

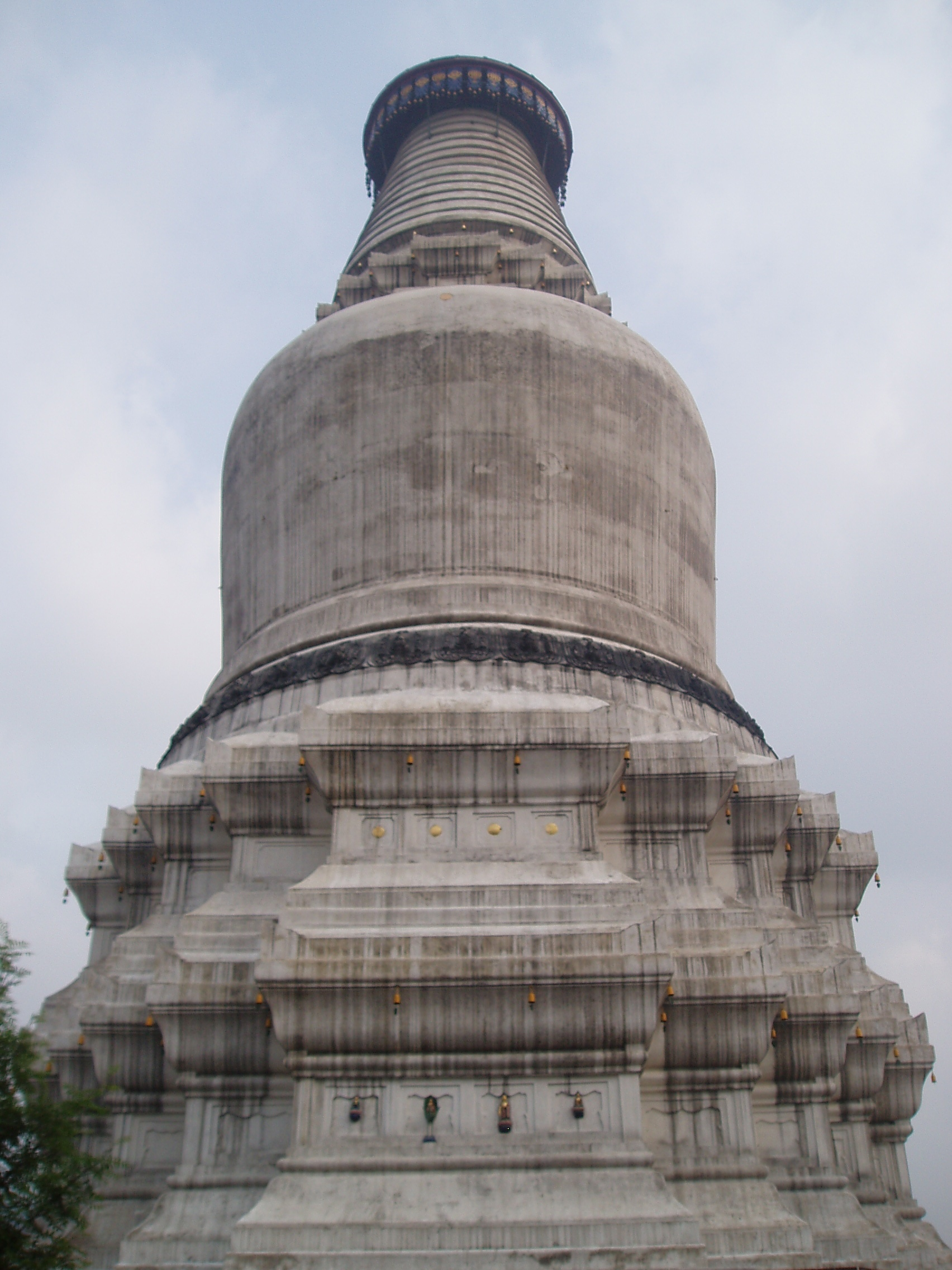
Wielka Biała Pagoda
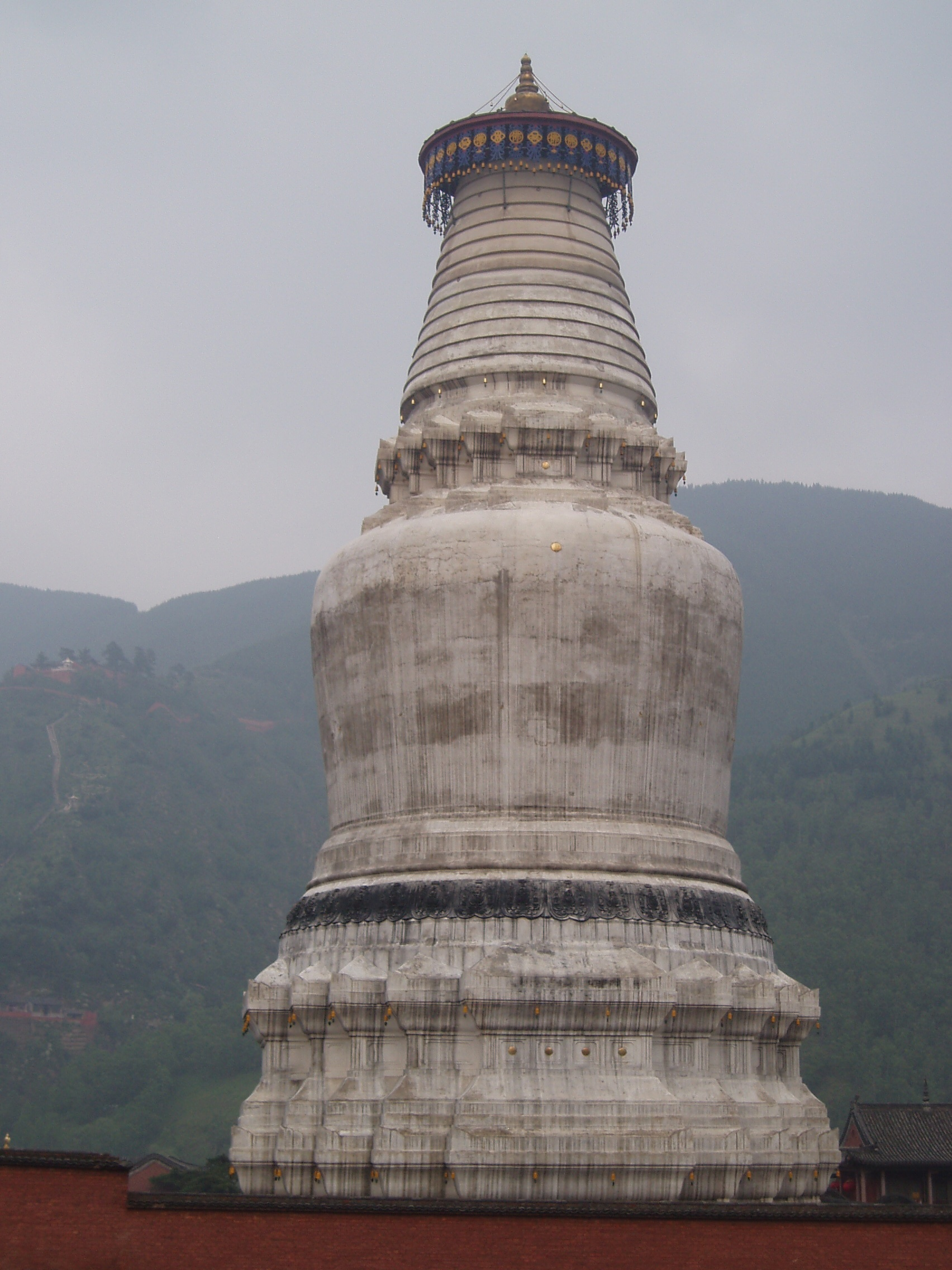
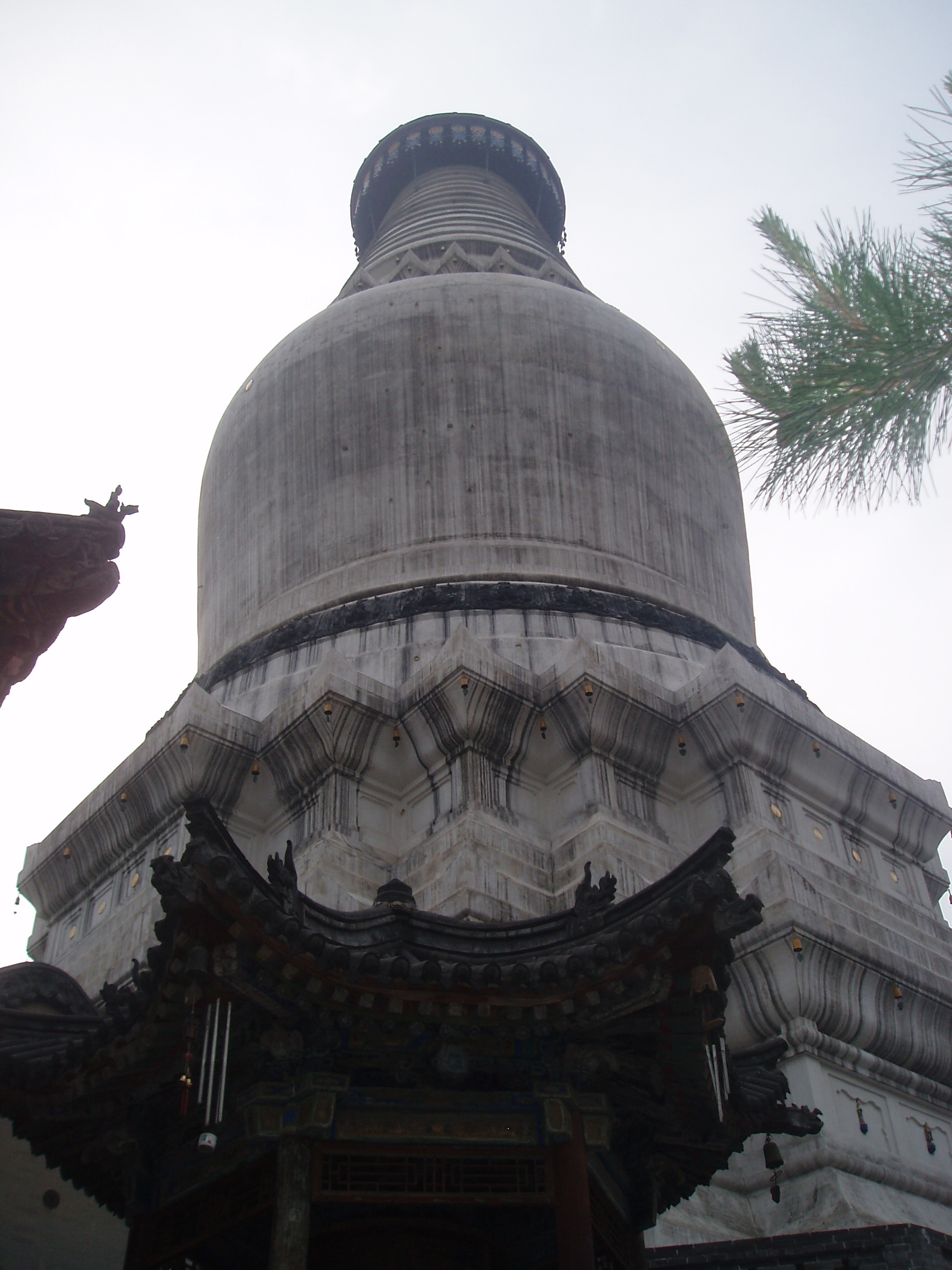